# Listă de studiouri de film

## Studiouri de film din America de Nord

### Studiouri majore americane
- Sony Pictures
  - Columbia Pictures
  - TriStar Pictures
- Walt Disney Pictures
  - Lucasfilm
  - Marvel Studios
  - 20th Century Studios
  - Pixar
- Paramount Pictures
- Universal Pictures
- Warner Bros. Pictures
  - DC Studios
  - New Line Cinema
- CBS
- DreamWorks Studios
- DreamWorks Animation
- Touchstone Pictures

### Studiouri americane
- FilmDistrict
- Lionsgate
- MGM
- Open Road
- Relativity
- Weinstein Co.
- Dimension Films
- A24
- Summit Entertainment
- Orion Pictures
- STX Films
- Amblin Entertainment

### Finanțatori independenți
- Annapurna Pictures
- GK Films
- Media Rights Capital
- Participant

### Studiouri independente
- Alcon
- Anchor Bay Films
- Samuel Goldwyn Films
- Hasbro Studios
- Icon Productions
- IFC Films
- IMAX Pictures
- 3D Entertainment
- Image Entertainment
- Imagine Entertainment
- Kanbar Entertainment
- Kennedy/Marshall Co.
- Kerner Entertainment
- Legendary Pictures
- Magnolia Pictures
- Mandalay Pictures
- Mandate Pictures
- Millennium Entertainment
- Miramax Films
- Montecito Picture
- Morgan Creek Productions
- Music Box Films
- Myriad Pictures
- New Regency
- Palm Pictures
- Palisades Tartan Films
- RKO Pictures
- Roadside Attractions
- Saban Films
- Walden Media
- WWE Studios

### Studiouri ale producătorilor independenți
- Amblin Entertainment
- Alliance Films
- American Zoetrope
- Bad Robot Productions
- Blinding Edge Pictures
- Bryanston Pictures
- Crystal Sky Pictures
- Centropolis Entertainment
- CJ Entertainment
- Dark Castle Entertainment/* Silver Pictures
- Full Moon Features
- Ghost House Pictures
- Hammer Film Productions
- Henson Pictures
- Hyperion Pictures
- ImageMovers
- Platinum Dunes
- Skydance Productions
- WingNut Films

### Foste studiouri americane
- ABC Motion Pictures  (mai 1979 - oct. 1985). 20th Century Fox a fost distribuitorul aceste companii.
- American Film Manufacturing Company (1910 - 1921)
- American International Pictures (aprilie 1954 - 1980 )
- Art Star Scene Studios
- Astor Pictures
- Aurora Productions, Hollywood
- Biograph Studios
- Boxoffice International Pictures
- Calvin Company
- The Cannon Group, Inc.
- Caravan Pictures
- Carolco Pictures (1976 - 1996)
- Centaur Film Company
- Chesterfield Pictures
- Christie Film Company
- Cinemation Industries
- Cinerama Releasing Corporation
- Cinergi Pictures
- Compass International Pictures
- Larry Darmour
- De Laurentiis Entertainment Group
- Desilu Cahuenga Studio
- Desilu Studios
- Distributors Corporation of America
- Downey Studios
- Dramatic Feature Films
- DreamWorks SKG
- Eaco Films
- Eagle-Lion Films
- Edison Studios
- Edison's Black Maria
- Educational Pictures
- Embassy Pictures
- Empire International Pictures
- Essanay Studios
- Embassy Pictures
- Essanay Studios
- Famous Players Film Company
- Famous Players-Lasky
- Film Booking Offices of America
- The Film Group
- Filmways
- First National Pictures
- Flying A Productions
- The Foster Photoplay Company
- Fox Atomic (2006 - 2009)
- Fox Faith (anii 2000)
- Fox Film Corporation (1915 - 1935). Fondată de William Fox
- Filmways Pictures
- Four Star Television
- Gem Motion Picture Company
- Gladden Entertainment
- Gnome Motion Picture Company (1910 - 1911)
- Goldwyn Pictures (1916 - 1924) (una din companiile care au format Metro-Goldwyn-Mayer)
- Grand National Films Inc. (1936 - 1939)
- A. W. Hackel
- Hal Roach Studios (1914−1961)
- Hollywood Pictures
- Independent Moving Pictures
- Interscope Communications
- Kalem Company
- Keystone Studios
- L-KO Kompany
- Laugh-O-Gram Studio
- Liberty Films
- Robert L. Lippert
- Mandate Pictures
- Marvel Productions
- Mascot Pictures
- Mayflower Photoplay Company
- Metro Pictures  (1915 - 1924) (una din companiile care au format Metro-Goldwyn-Mayer)
- Metro-Goldwyn-Mayer (studio de animații)
- Miles Brothers
- Mutual Film
- Nelson Entertainment
- Nestor Film Company
- New York Motion Picture Company
- Nova Studios
- Oculus Story Studio
- Orion Pictures
- The Oz Film Manufacturing Company
- Pioneer Pictures
- PM Entertainment
- Premium Picture Productions
- Producers Distributing Corporation
- Producers Releasing Corporation
- Republic Pictures
- Rolfe Photoplays
- The Samuel Goldwyn Company
- Samuel Goldwyn Productions
- Samuel Goldwyn Studio
- Savoy Pictures
- Section Eight Productions
- Selig Polyscope Company
- Selznick International Pictures
- Sherwood Productions
- Solax Studios
- Sono Art-World Wide Pictures
- Studio 2000
- Sun Haven Studios
- Thanhouser Company
- Tiffany Pictures
- Triangle Film Corporation
- Trimark Pictures
- Twentieth Century Pictures
- United States Motion Picture Corporation
- Victor Studios
- Vitagraph Studios (1897 - 1925, când a fost cumpărată de Warner Bros.)
- Vim Comedy Company
- Warner Bros. Cartoons
- Louis Weiss (producător)
- The Whartons Studio
- Weintraub Entertainment Group
- World Film Company

## Studiouri de film din Europa

### Studiouri din România și R. Moldova
- Animafilm
- MediaPro Pictures
- Moldova-Film
- Casa de Filme 1
- Casa de Filme 3
- Casa de Filme 4
- Casa de Filme 5
- Telefilm Chișinău
- Buftea
- studios042121 Arhivat în 19 decembrie 2019, la Wayback Machine.

### Alte studiouri europene
- AB Svensk Filmindustri
- Amicus Productions
- Ardmore Studios
- Avala Film
- Studioul A. Dovjenko
- Studioul Babelsberg
- Studioul Barrandov
- Bavaria Film
- BBC Films
- Ciby 2000
- Cinecittà
- Constantin Film
- DEFA Berlin
- Disneynature
- Elstree Studios
- EuropaCorp
- Gaumont Film Company
- Studioul M. Gorki
- ITC Entertainment
- Korda Studios
- Lenfilm
- Lux Film
- Méliès Films
- Media Asia Entertainment Group
- Mosfilm
- Nordisk Film
- Nu Boyana Film
- Pannónia Filmstúdió
- Pathé
- Pinewood Studios
- Rank Organisation
- Se-ma-for
- Shepperton Studios
- Studioul Kadr
- Three Mills Studios
- THX
- Titanus
- Warner Bros. Park
- Wimbledon Studios

## Studiouri din Asia
- video gonzo maker
- video maker
- LVN Pictures
- Marwah Films & Video Studios
- Padmalaya Studios
- Ramanaidu Studios
- Ramoji Film City
- Sampaguita Pictures
- Sanrio
- Shanghai Film Group Corporation
- Shaw Brothers Studio
- Studio Ghibli
- Toei Company
- Toho
- Vishesh Films
- Yash Raj Films

## Studiouri din Rusia și URSS
- Armenfilm
- Azerbaijanfilm
- Bazelevs Company
- Belarusfilm
- Central Partnership
- Central Studio for Documentary Film
- Studioul A. Dovjenko (Kiev)
- Enjoy Movies
- Glavkino
- Studioul M. Gorki
- Gruzia-film
- Kazahfilm
- Kyivnaukfilm
- Kirghizfilm
- Lenfilm
- Lennauchfilm
- Studioul lituanian de film
- Moldova-Film
- Mosfilm
- Studioul de film Odesa
- Studioul Riga
- Russian World Studios
- South-Siberian Film Studio
- Soiuzmultfilm
- Studio Ekran
- Studioul Ialta Film
- Studioul Sverdlovsk
- Tadjikfilm
- Tallinnfilm
- Telefilm Chișinău
- Turkmenfilm
- Ukrtelefilm
- Uzbekfilm

## Studiouri din America de Sud
- Artistas Argentinos Asociados, AAA (Argentina)
- Cinédia (Brazilia)
- Globo Filmes

## Studiouri din Australia
- Fox Studios Australia
- Genius Products
- Goalpost Pictures
- Pagewood Studios
- Village Roadshow

## Studiouri din Africa
- Atlas Studios
- Somali Film Agency